# Hermann Busse (Archäologe)
Hermann Busse (* 26. Februar 1846 in Treuenbrietzen; † 27. Februar 1920 in Woltersdorfer Schleuse) war ein deutscher Seifenfabrikant und Amateur-Archäologe, der besonders in Brandenburg tätig war.

## Leben
Hermann Busse war von 1879 bis 1901 als technischer Leiter einer Seifenfabrik in Berlin tätig. Seit 1883 führte er Ausgrabungen in Brandenburg durch. Seinen Alterssitz hatte er auf dem Schleusenberg in der Ausflugsgegend Woltersdorfer Schleuse. Auch in Woltersdorf unternahmen er und seine Frau Helene zahlreiche Ausgrabungen. Den Großteil seiner Ausgrabungen stiftete er dem Märkischen Museum.
1911 erhielt er die Fidicin-Medaille in Bronze, 1912 die Fidicin-Medaille in Silber.

## Veröffentlichungen
- Märkische Fundstellen von Alterthümern. In: Zeitschrift für Ethnologie. Band 27, 1895, S. 454–456 (Digitalisat).
- Neue und ältere Ausgrabungen von vorgeschichtlichen Einzelfunden, Gräberfeldern und Wohnplätzen bei Woltersdorf, Kreis Nieder-Barnim. In:  Zeitschrift für Ethnologie. Band 43, 1911, S. 436–501 (Digitalisat).